# Constante d'Einstein
Cet article court présente un sujet plus développé dans : Équation d'Einstein.
La constante gravitationnelle d'Einstein est la constante de couplage qui apparaît dans l'équation du champ d'Albert Einstein.

## Description
Notée κ, elle est donnée par κ = 8πG/c4, où G est la constante gravitationnelle de Newton et c la vitesse de la lumière dans le vide.
Ainsi définie, κ est dimensionnée et homogène à l'inverse d'une force. Elle vaut κ ≈ 2,0766·10-43 m·J−1 (ou N−1), dans le Système international d'unités SI.
κ est une constante de couplage,,,. Elle n'est pas prédéterminée mais est déterminée en utilisant le principe de correspondance en vertu duquel l'équation d'Einstein doit se réduire à celle de Poisson à une limite appropriée qui est la limite newtonienne.
Si la dimension du tenseur métrique g est celle du carré d'une longueur L2, alors la dimension de la constante κ est M−1L−1T2 et sa valeur est κ = 8πG/c4 .
Mais, si la dimension du tenseur métrique g est celle du carré d'un temps T2, alors la dimension de la constante κ est M−1L et sa valeur est κ = 8πG/c2 .